# Église Saint-Martin de Montesquiou
L'église Saint-Martin de Montesquiou est une église catholique située à Montesquiou, dans le département français du Gers.

## Présentation
L'église remonterait au XIe siècle. Aujourd'hui, la partie la plus ancienne est le clocher qui date du XIIe siècle. C'était à l'origine une église assez modeste et à la fin du XVe siècle. La trouvant délabrée, le baron Jean II de Montesquiou et son épouse Catherine d'Aspremont décidèrent d'en construire une nouvelle.
Le clocher fut conservé, le chœur et les deux chapelles latérales construites et voûtées. Les travaux concernant la nef ne furent pas terminés avant le décès des commanditaires. Les travaux continuèrent mais avec un parti plus modeste : elle ne fut pas voûtée comme prévu, mais seulement couverte en bois.
Vers 1843-1844, il fut nécessaire d'entreprendre une restauration qui concerna plus particulièrement la nef : le sol fut abaissé de 50 cm, ce qui a conduit à détruire les pierres tombales et à créer des problèmes d'humidité. Le flèche actuelle en éteignoir date aussi du XIXe siècle et ne correspond pas au style du pays.
Le chœur est couvert d'une voûte de la fin du gothique, nervurée et dotée de clés armoriées. La clé centrale porte les armoiries des barons de Montesquiou.
Dans la chapelle située à la droite : une pietà et un reliquaire doré dédié à saint Martin.

## Mobilier
Sont inscrits à l'inventaire des monuments historiques :
- Une statuette d'une pietà en bois et dorée[1].
- Un buste-reliquaire de saint Martin en terre cuite datant du XIXe siècle[2].
- Quatre chandeliers et une croix d'autel en bois doré datant du XVIIIe - XIXe siècle[3].
- Le maître-autel avec baldaquin et la statue de saint Martin datant du XIXe siècle[4].

Est référencé dans la base Palissy :
- Un tableau de la Vierge aux cerises daté de 1851[5].

## Description

### Intérieur

#### Lanefet lechœur
Dans le chœur sont placés :
- un retable monumental dédié à saint Martin.
- le retable est surmonté d'un baldaquin (avec au sommet une croix) avec au centre l'Esprit-Saint (symbolisé par une colombe) entouré d'anges. De chaque côté, est placé un ange musicien avec une trompette.
- L'ancien maître-autel et le tabernacle. Il était utilisé avant le concile Vatican II, lorsque le prêtre célébrait la messe dos aux fidèles.
- Au premier plan, le nouveau maître-autel, sur la façade est représentée la Cène. Il a été mis en place après le Concile Vatican II, ainsi le prêtre célèbre la messe face aux fidèles.

## Galerie

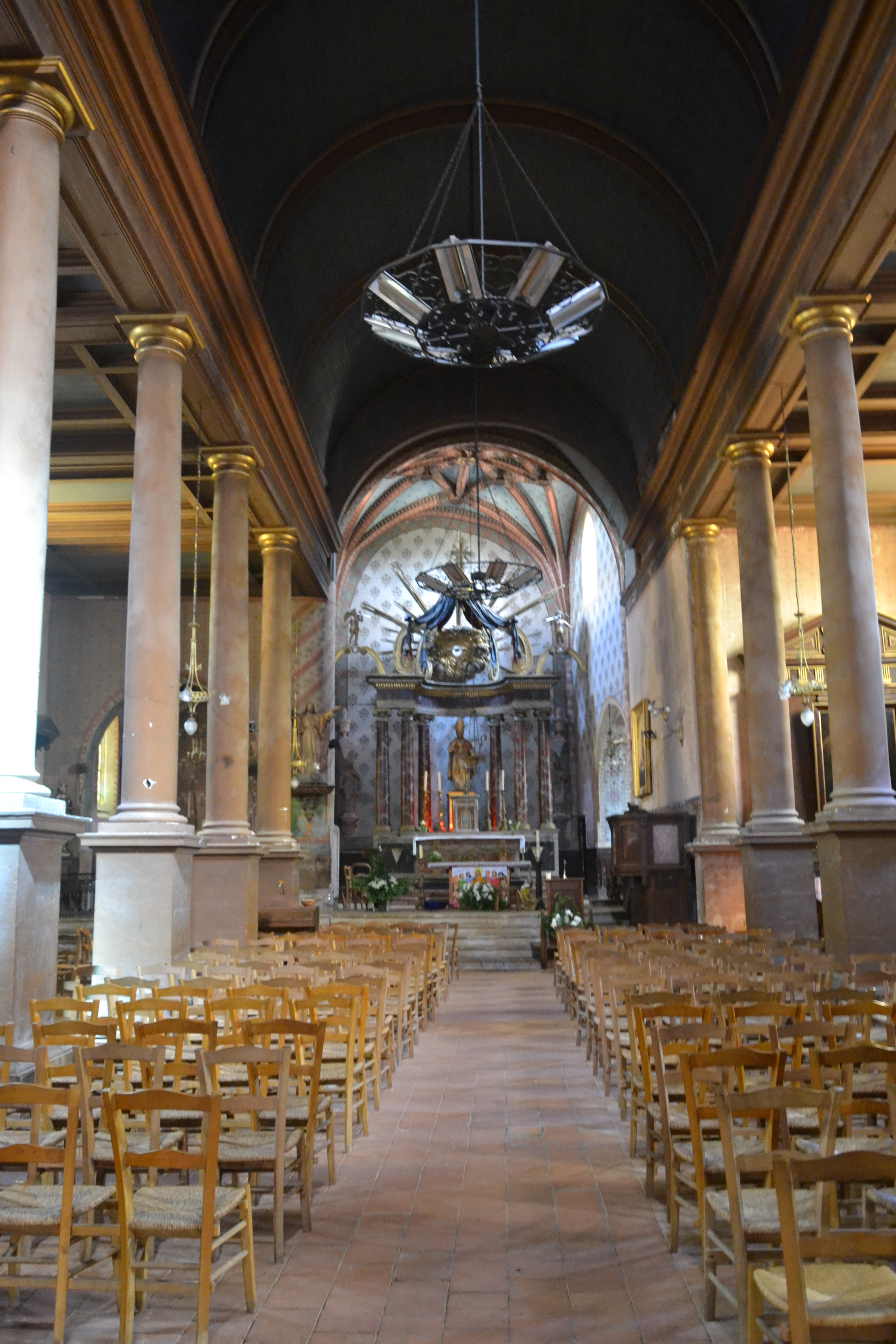
La nef et le chœur
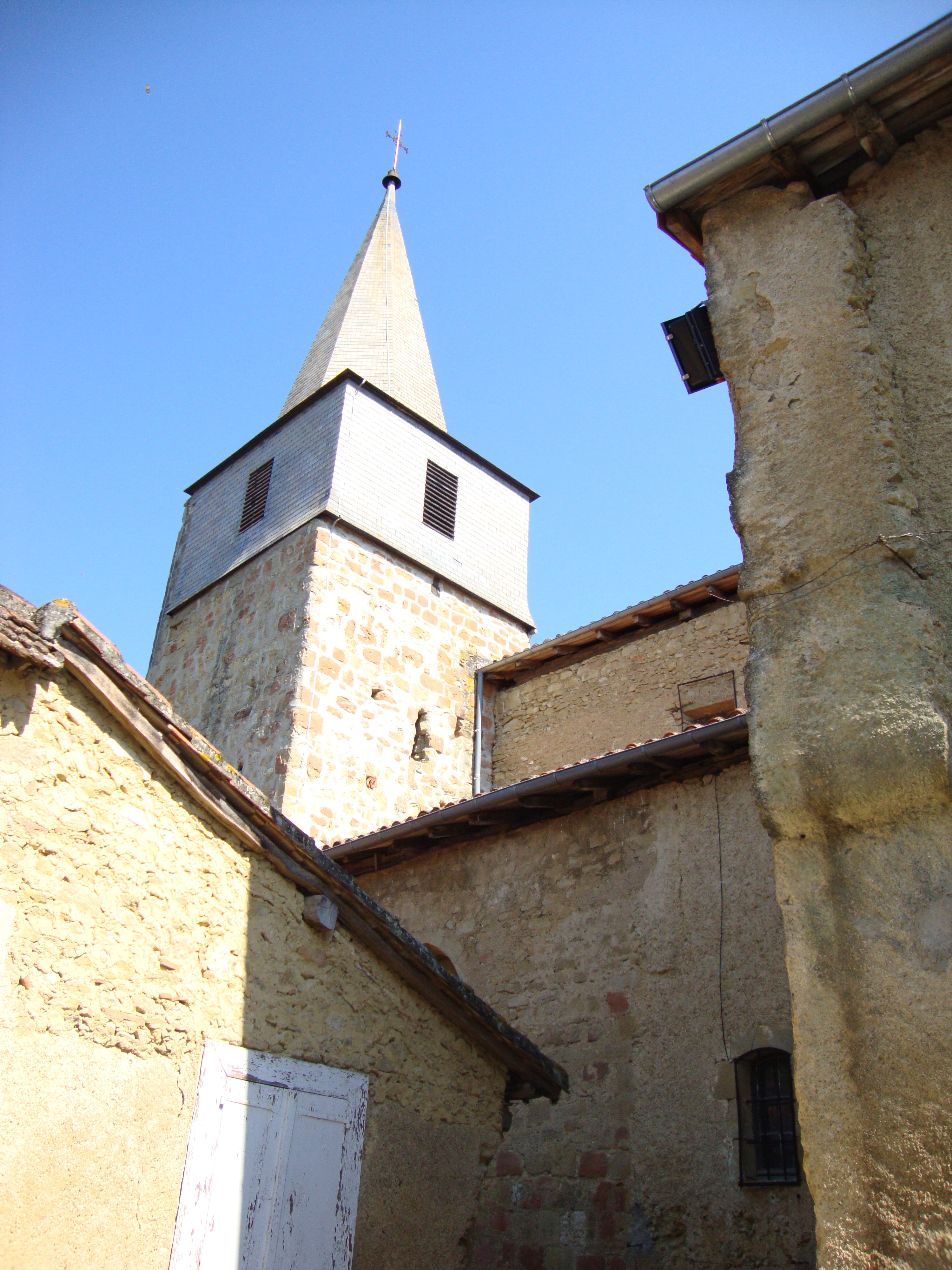
Le clocher-tour